# Eurhopalothrix insidiatrix
Eurhopalothrix insidiatrix é uma espécie de formiga do gênero Eurhopalothrix, pertencente à subfamília Myrmicinae.